# Юре Детела
Юре Детела (словен. Jure Detela, * 12 лютого 1951, Любляна (словен. Ljubljana), † 17 січня 1992 року, Любляна), словенський поет, письменник і есеїст.

## Життєпис
Юре Детела вивчав історію мистецтва та англістику на Філософському факультеті в Любляні, однак не завершив навчання. Працював вільним митцем. У 1970-х роках був учасником різних авангардистських груп. 23 жовтня 1971 року на студентському ярмарку у Філософському факультеті заснував «Студентську церкву».
Відомий своєю крайньою чутливістю до всіх живих істот, яку ставив понад усе. Його радикальні погляди на етичне ставлення до тварин у підсумку призвели до самоізоляції та фізичного виснаження. Відмовився від вживання антибіотиків, аргументуючи це тим, що їхнє виробництво передбачає жорстоке поводження з тваринами. Через це в 1989 році оголосив голодування. Помер у 1992 році.

## Творчість
Детела писав рефлексивну, часто афористичну поезію. У його віршах домінує тема ставлення людини до природи та тварин, що містить глибоку етичну складову, яка виходить за межі традиційної екологічної свідомості. Окрім поетичних збірок, він написав незавершений роман "Плата за моє століття" (словен. ''Plačilo za moje stoletje'') та збірку есеїв про мистецтво.
Посмертно отримав Єнкову нагороду (1992). У 2017 році Ізток Осойнік (словен. Iztok Osojnik), у якого Детела запозичив назву своєї збірки ''Мох і срібло" (словен. "Mah in srebro''), випустив поетичну збірку, натхненну творчістю Детелли (''Mah in srebro: pesmi na Jureta Detelo''). У 2017 році Міха Віпотнік на основі знайдених відеозаписів Детелли 1985 року створив художньо-документальний фільм ''Sočasja''

## Ресурси
- Енциклопедія Словенії; книга 7, Молодіжна книга, Любляна, 1993
- Янеж, Станко, Огляд словенської літератури, Видавництво Obzorja, Марібор, 1978

1. 1 2 3 4  Чеська національна авторитетна база даних
2. ↑  CONOR.Sl